# Onvo L60
Onvo L60 — среднеразмерный купеобразный электромобиль-кроссовер, выпускающийся с 2024 года подразделением Onvo компании NIO.

## История и описание модели
Премьера Onvo L60 состоялась в середине мая 2024 года, параллельно с запуском бренда Onvo. Эстетика автомобиля сочетает округлые формы с остро очерченными деталями. Пропорции были продиктованы стремлением добиться минимально возможного коэффициента аэродинамического сопротивления, который составил 0,229 Кд и стал самым низким среди внедорожников, представленных на рынке на момент премьеры.
L60 был разработан бывшим дизайнером Bentley Continental GT Раулем Пиресом. Низкий край капота сочетается с двухрядными фарами, образованными верхним сегментом в форме бумеранга и нижней частью в виде прямоугольных полос. Край крыши был украшен двумя лидарными модулями, которые вместе с камерами в крыльях образовывали полуавтономную систему вождения. Пологая линия крыши была сохранена в традициях «внедорожников-купе», с остеклённым кузовом и дополнительным люком на крыше. Задняя часть кузова увенчана узкими задними фонарями, а также чётко выраженным задним спойлером.
Следуя примеру моделей NIO, салон был выдержан в эстетике лофта с доминирующими яркими материалами отделки и обширным окружающим освещением. Производителем предусмотрен широкий выбор пространственных конфигураций, с возможностями складывания передней и задней спинок плашмя и размещения матраса до 2,3 м. На месте водителя расположен 13-дюймовый цифровой приборный дисплей, в центре кабины — 17,2-дюймовый сенсорный экран мультимедийной системы, а кроме того, ещё один 8-дюймовый экран располагался в конце центрального тоннеля для пассажиров второго ряда сидений.

### Продажи
Onvo L60 продаётся в Китае и Европе. На китайском рынке цена составила 219900 юаней, что на 12% больше, чем у Tesla Model Y — конкурента. В Китае поставки намечены на сентябрь 2024 года, а в Европе — на 2025 год.

### Технические характеристики
Onvo L60 оснащается аккумуляторами ёмкостью 60 кВт⋅ч с запасом хода до 555 км по циклу CLTC, 90 кВт⋅ч с запасом хода до 730 км и 150 кВт⋅ч с запасом хода до более, чем 1000 км. Энергопотребление составляет около 12,1 кВт⋅ч на 100 км.